# Palorchestes
Palorchestes je rod vyhynulých vačnatců, který obýval Austrálii od konce miocénu. Vymizel zhruba před jedenácti tisíci lety, pravděpodobně byl vyhuben člověkem. Dosahoval délky okolo 2,5 metru a váhy okolo 200 kg. Měl krátký chobot, podobně jako tapírovití, dlouhý jazyk a drápy na předních končetinách, kterými nejspíš strhával ze stromů listí a kůru, což byla jeho hlavní potrava.
Rod popsal Richard Owen a dal mu název Palorchestes (doslova „dávný skákač“), protože ho podle úlomku čelisti původně považoval za druh klokana.

## Druhy
- P. azael Owen, 1873
- P. painei Woodburne, 1967
- P. selestiae Mackness, 1995